# Донбас (гандбольний клуб)
«Донбас» — гандбольна команда з Донецька. Триразовий чемпіон України з гандболу.

## Історія
Команда створена 1983 року на базі гандбольного клубу «Спартак» у Донецьку. До 1996 року команда мала назву «Шахтар», а потім була перейменована в «Шахтар-Академія», у 2017 році змінив назву на «Донбас».
«Шахтар» вперше завоював медалі чемпіонату України в сезоні 1994/1995, вигравши бронзу. Це дало право участі в Кубку ЄГФ 1995/1996, в якому команда образу дійшла до фіналу, поступившись там іспанському «Гранольєрсe». У цьому ж сезоні клуб став чемпіоном України, цей успіх був повторений e наступному чемпіонаті 1996/1997 року, а також у сезоні 2001/2002.
2004 року команда посіла друге місце в чемпіонаті України з гандболу, виграла Кубок Beaver, а також брала участь в гандбольному кубку кубків.
2006 року команда брала участь в Кубку ЄГФ.
2008 року команда брала участь в Challenge Cup, а також посіла п'яте місце в чемпіонаті України з гандболу.
У сезоні 2011/2012 «Шахтар» посів останнє, 8-е, місце і вибув у Вищу лігу, де в наступному сезоні достроково зайняв 1-е місце і повернувся в Суперлігу.
З 2017 року і по нинішній час, клуб виступає під назвою «Донбас» і переїхав до Маріуполя

## Досягнення
- Чемпіонат УРСР 
  -  Чемпіон  ():
  -  Срібний призер ():
  -  Бронзовий призер ():

- Чемпіонат України 
  -  Чемпіон  (3): 1996, 1997, 2001
  -  Срібний призер (2): 2004, 2020
  -  Бронзовий призер (8): 1995, 1998, 1999, 2000, 2001, 2003, 2005, 2006.

- Кубок ЄГФ 
  -  Фіналіст (1): 1995/96

Шлях до фіналу Кубока ЄГФ :
- 1/16 фіналу :
  - «Шахтар» -« Таурас-Лушіс »(Литва) — 33:11
  - «Таурас-Лушіс» (Литва) - «Шахтар» — 21:24
- 1/8 фіналу :
  - «Зубже» (Чехія) - «Шахтар» — 22:18
  - «Шахтар» - «Зубже» (Чехія) — 33:13
- 1/4 фіналу :
  - «Динамо-Астрахань» (Росія) - «Шахтар» — 19:21
  - «Шахтар» - «Динамо-Астрахань» (Росія) — 21:19
- 1/2 фіналу :
  - «Шахтар» - «3адар-Гортіне» (Хорватія) — 29:14
  - «Задар-Гортіне» (Хорватія) - «Шахтар» — 20:17
- ФІНАЛ :
  - «Гранольєрс» (Іспанія) - «Шахтар» (Донецьк) — 28:18
  - «Шахтар» (Донецьк) - «Гранольєрс» (Іспанія) — 27:28

## Кращі гравці різних років
- Юрій Гаврилов (чемпіон Олімпіади-92, срібний призер ЧС-1990)
- Андрій Бичихін
- Микола Шарко
- Олександр Дербас
- Сергій Стецюк
- Олег Нагорний
- Олександр Гладун
- Сергій Білик
- Володимир Габора
- Сергій Яровий

## Склад команди
- Басараб Андрій
- Ляшевський Олександр
- Турочек Сергій
- Луньов Максим
- Гришин Валерій
- Михальченко Максим
- Орловський Сергій
- Слесь Олександр
- Путько Сергій
- Турчак Антон
- Чичикало Роман
- Шарко Артем